# Polystachya coriscensis
Espèce
Synonymes
- Dendrorchis coriscencis (Rchb. f.) Kuntze[1]
- Dendrorkis coriscensis (Rchb.f.) Kuntze[1]
- Polystachya bituberculata Kraenzl.[1]
- Polystachya kiessleri Schltr.[1]

Polystachya coriscencis Rchb. f. est une espèce de plantes de la famille des Orchidées et du genre Polystachya, endémique d'Afrique centrale.

## Étymologie
Son épithète spécifique coriscensis fait référence à Corisco, une île de Guinée équatoriale où elle a été observée.

## Description
Polystachia coriscensis est une plante de 20 cm de haut. Elle possède des pseudobulbes couvertss de quelques gaines et de feuilles oblongues ou elliptiques. Les inflorescences de 4 à 12 cm sont ramifiées et couvertes de 10 à 25 fleurs. Les fleurs sont petites d'une couleur vert-blanc avec des striures marron ou roses.

## Habitat et distribution
Polystachia coriscensis est une plante épiphyte qui pousse sur la mousse des arbres des forêts à feuilles persistantes de la cote sud de la Côte d'Ivoire à la côte ouest du Nigéria.